# Irena Brodzińska
Irena Brodzińska (ur. 24 stycznia 1933 w Pińsku, zm. 30 grudnia 2024 w Szczecinie) – polska śpiewaczka operetkowa, tancerka, aktorka teatralna i filmowa

## Życiorys
Irena Brodzińska uczęszczała do szkoły powszechnej, a następnie do gimnazjum w Krakowie, równocześnie  kształcąc się w prywatnej Szkole Baletowej Janiny Łukaszewicz i Maryli Stoszko przy ulicy Brackiej (1945-1947). Jako tancerka debiutowała w wieku 15 lat w lubelskim teatrze muzycznym. Następnie tańczyła na scenach krakowskich i poznańskich m.in. w duecie ze Stanisławem Szymańskim. W 1953 zadebiutowała jako śpiewaczka w Teatrze Muzycznym w Łodzi. Przez kolejna lata (1954–1956) występowała w Operetce Śląskiej w Gliwicach. Podczas pobytu w Krakowie zawarła związek małżeński z Edmundem Waydą – śpiewakiem, aktorem i reżyserem teatralnym. W 1957 oboje przenieśli się do Szczecina, gdzie była członkinią zespołu Operetki Szczecińskiej, przemianowanej w 1966 na Państwowy Teatr Muzyczny, a później na Teatr Muzyczny w Szczecinie. Grała m.in. tytułową Roxy w komedii Connersa, Juliszka w Błękitnej masce Raymonda, tytułową Cnotliwą Zuzannę w komedii Gilberta, Adelę w Zemście nietoperza Straussa, Daisy Parker w Balu w Savoyu Abrahama, Miss Molly w Pannie wodnej Lawiny-Świętochowskiego, Hannę Glawari w Wesołej wdówce Lehára, Elizę Doolittle w My Fair Lady Loewego, Mi w Krainie uśmiechu Lehára, Basię w Krakowiakach i góralach Bogusławskiego, Dolly w Hello Dolly Hermana. W 1976 wystąpiła tam wspólnie z córką Grażyną w musicalu Machiavelli, w którym zagrały matkę i córkę. Na deskach tej sceny występowała do 1978. Była jedną z założycielek szczecińskiego Stowarzyszenia Miłośników Opery i Operetki. W 2017 roku w Operze na Zamku w Szczecinie odbył się benefis z okazji 60-lecia jej pracy scenicznej, a podczas koncertu jubileuszowego na scenie wystąpiły córka Grażyna Brodzińska i wnuczka Natalia.  
Uroczystości pogrzebowe odbyły się w 91 rocznicę urodzin artystki, 24 stycznia 2025 w Szczecinie; została ona pochowana na Cmentarzu Centralnym. 

### Rodzina
Irena Brodzińska była dwukrotnie zamężna. Z Edmundem Waydą miała syna Ryszarda Brodzińskiego (dziennikarza radiowego) i córkę – Grażynę Brodzińską (śpiewaczkę operetkową i musicalową oraz aktorkę). Drugim mężem był kapitan żeglugi wielkiej – Gustaw Tijewski, z którym miała syna Igora. Wnuczką Ireny jest bratanica Grażyny Brodzińskiej – Natalia Brodzińska (skrzypaczka i aktorka Teatru Polskiego w Szczecinie).

## Odznaczenia i nagrody[10]
- Złoty Krzyż Zasługi (1978)
- Odznaka Honorowa Gryfa Pomorskiego (1967)
- Odznaka „Zasłużony Działacz Kultury” (1970)
- Złota Honorowa Odznaka Towarzystwa Przyjaciół Szczecina (1976, 1997)
- Medal za Zasługi dla Miasta Szczecina (2008)
- Krzyż Zasługi Królewskiego Orderu św. Stanisława Biskupa Męczennika (2018)
- trzykrotna laureatka nagrody Bursztynowego Pierścienia (1965, 1966, 1967)
- Statuetka 40-lecia Opery i Operetki (1997)
- nagroda marszałka województwa zachodniopomorskiego „Pro Arte” za wybitne osiągnięcia w dziedzinie kultury (2021)

## Filmografia
- Sprawa do załatwienia (1953) – piosenkarka w spektaklu telewizyjnym
- Irena do domu! (1955) – manikiurzystka w zakładzie fryzjerskim, sąsiadka Majewskich